# 久留島通春
久留島 通春（くるしま みちはる）は、豊後国森藩2代藩主。

## 生涯
慶長17年（1612年）、父の死去により家督を継ぐ。元和2年（1616年）、姓を来島から久留島と改めた。大坂城普請や江戸城普請において活躍する一方で、父からの老臣である村上氏らを遠ざけて有能な人材を登用し、藩政の整備を行なった。大坂に蔵屋敷も設立し、度重なる普請で財政難に悩まされていたにもかかわらず、これを解決した。承応4年（1655年）2月11日に死去した。享年49。跡を長男・通清が継いだ。法号は安祥院。

## 系譜
父母
- 来島長親（父）
- 玄興院 ー 福島正則の養女、福島高晴の娘（母）

正室
- 佐久間安政の娘

子女
- 久留島通清（長男）生母は正室
- 久留島通貞
- 久留島通迥
- 久留島通方
- 二神種春
- 玉井通徳